# Маунт Ројал (национални парк)
Маунт Ројал је проглашен за природно богатство Новог Јужног Велса и стављен је под заштиту Аустралије. Национални парк Маунт Ројал налази се 187 km северно од Сиднеја.
Простире се на површини од преко 70 km² а отворен је 1. јануара 1997. Географске координате: 32° 12′ 01″ S 151° 19′ 25″ E / 32.20028° Ј; 151.32361° И